# 西島和彦 (劇団代表)
西島 和彦（にしじま かずひこ、1969年9月28日 - ）は、株式会社YTJ(Japan Youth Theatre Company)代表取締役、ユースシアタージャパン（YTJ）劇団運営委員長。長崎県出身。
福岡県立修猷館高等学校を経て、大阪大学人間科学部・大阪大学法学部を卒業後、大学院に進学。関西大学法学研究所研究員等を歴任し、ハーバード大学ヤンツィン研究所・湖南大学法学院・汕頭大学法学院・重慶社会科学院などで研究教育・国際交流活動に従事。

## 経歴
長崎県佐世保市生まれ。福岡県立修猷館高等学校を経て、大阪大学人間科学部・大阪大学法学部を卒業後、大学院に進学。関西大学法学研究所研究員等を歴任した。
ユースシアタージャパン（YTJ）劇団運営委員会委員長を務める。2020年現在、全国で46スタジオを運営し、1万名のメンバー（劇団員）が在籍している。YTJは主催事業として、ダンスフェスティバル（Japan Youth Dance Festival、通称、JYDF）や、森公美子を特別審査員として迎え入れた実績をもつ世界中の人々に発信する新しい歌唱コンクール（English Vocal Election、通称、EVE）、また、多数の著名なブロードウェイミュージカルやディズニーのキッズミュージカルを主催している。

## 人物像
日本が国際社会における存在感を維持するには、日本文化をはじめとする魅力的な多様な価値観を様々な形で発信していくこと、文化発信の担い手となる若者を育成する必要があると考え、Youth Theatre Japan（YTJ）の設立に参画した。劇団の設立には、大学教授、芸術家が多数協力し、西宮市から文化育成助成事業としての支援を受ける。現在、多様性に基づく新たな価値観を体現し、海外へ発信する担い手として、真に国際的に活躍できる若者を育成することに尽力している。
研究教育
大阪大学人間科学部時代から、社会・文化・民族に関心を持ち、人類のそうした側面を研究する文化人類学（Cultural Anthropology）を専攻し、後に文化庁長官となる青木保ならびに大阪大学副学長を務める小泉潤二に師事。
大阪大学大学院法学研究科にて制度論的切り口からアジア社会への接近を図り、西村幸次郎（一橋大学名誉教授）の指導の下、中国での調査、研究、実態把握に努める。教育的な側面として、自立し豊かな人生を送るためには、現代的な多様性への理解や実体験を伴う表現力、持続力等の養成が不可欠と考えるに至り、大学研究員等の身分を経て、Youth Theatre Japan（YTJ）の劇団代表を経て、現在は劇団運営委員長として尽力している。
エンターテイメント
エンターテイメントの領域においては、大阪大学時代の同級生であり、親交がある演出家の植木護と意気投合し、本格的なブロードウェイミュージカル、オリジナル作品の海外公演など多岐に渡る舞台公演の活動をプロデュースに至る。
ユースシアタージャパンの公演作品は、本格的なブロードウェイミュージカル作品から英語のキッズミュージカル、ハロウィンパーティーとパフォーマンスのコラボレーション、日本最大級のダンスフェスティバルまで、様々なものがあるが、現在では、そのほとんど全てを西島がプロデュースし、現劇団代表、演出家の植木護が演出をしている。
年間の公演数は、既に毎年200公演を超え、また、自治体や企業のイベント、他団体主催のミュージカル公演などにも、多数のYTJメンバーが出演している。
方針・人材育成
「地域に生き世界に伸びる」（”Live Locally,Grow Globally"）ことをモットーとする西島の方針として、地域・社会に根差した活動という視点で、若者による老人ホーム等の訪問公演や地域の各種フェスティバル、公演活動を積極的に行っている。
人物
山・海・川といった自然を愛し、高校時代は、山岳部にて連山縦走・クライミングに没頭する。また、釣りを最大の趣味とし、青年期にはフィジー・サモア・トンガなど南太平洋の島々にてアイランド・ホッピング・アングラーとして活動。